# 山陽百貨店
株式会社山陽百貨店（さんようひゃっかてん）は、兵庫県姫路市にある日本の百貨店である。山陽電気鉄道の子会社。日本百貨店協会加盟店。

## 概説
山陽姫路駅と直結したターミナルデパートで、姫路駅前バスターミナルを併設する。JR西日本の姫路駅も徒歩圏内にあり、当店周辺は姫路市の中心市街地にあたる。戦災復興による姫路都心市街地の再構築につき、大手前通りの建設と合わせたメイン事業の一つとして企画された。山陽電気鉄道と神姫バスの共同出資で、1952年（昭和27年）2月に資本金3750万円で株式会社 山陽百貨店を設立、同年9月に開業した。
2021年（令和3年）1月13日、親会社である山陽電鉄による株式公開買付け（TOB）実施が発表され、同年3月5日付で同社が96.70%の株式を取得、同年3月25日に上場を廃止し同年3月29日付で山陽電鉄の完全子会社となった。

### 店舗
開業以降、第1期から第7期にわたり増改築工事を重ねることで店舗内外の整備をおこない、1991年（平成3年）に姫路駅西再開発に伴い現在の西館を増床し店舗面積を28,000m2とする。
店舗部分は地下1階から地上6階だが本館1階は山陽電鉄姫路駅コンコース部分と重なるため極めて狭く、西館1階部分も再開発に伴い、旧地権者中心の専門店であるため立地環境の一部が百貨店としての雰囲気に欠ける側面もある。阪神・淡路大震災直後は神戸地区の壊滅を受けて最高345億円の売上げを記録するも、現在は神戸・大阪地区への顧客流出に苦戦を強いられている。一方で、2005年（平成17年）に婦人服フロアを中心とする大規模なリニューアルを行った。また2009年（平成21年）には西館5階部分に姫路ロフトを誘致したり、夏季は屋上においてビアガーデンを展開するなど活性施策を打ち出している。
なお、建物は神姫バスが所有し同社のバスターミナルと本社機能も備えていたが、2022年3月に山陽電鉄へ売却する。神姫バスが得る売却益は27億円となる。
| 期    | 実施年月               | 概要                                                                                            |
| ----- | ---------------------- | ----------------------------------------------------------------------------------------------- |
| 第1期 | 1953年（昭和28年）6月  | 現在の本館北側建物に相当する部分が地上３階で完成                                                |
| 第2期 | 1954年（昭和29年）11月 | 現在の本館北側建物に相当する部分が地上４階で完成                                                |
| 第3期 | 1956年（昭和31年）10月 | 現在の神姫バスターミナル部分の建物を含めた 現在の本館全体に相当する部分が地下1階、地上4階で完成 |
| 第4期 | 1962年（昭和37年）6月  | 現在の本館に相当する部分が地下1階、地上6階で完成                                                |
| 第5期 | 1972年（昭和47年）11月 | 現在の本館が完成                                                                                |
| 第6期 | 1987年（昭和62年）10月 | 本館北側のシースルークロスエスカレーター部分や本館西側部分を増築                                |
| 第7期 | 1991年（平成3年）10月  | 姫路駅西地区再開発に伴い現在の西館部分を建築・増床し現在に至る                                  |

### 社長
歴代の社長は親会社である山陽電気鉄道から派遣されていたが、1983年（昭和58年）に木村孝が就任して拡大路線を進んだ。1991年（平成3年）に売場面積の大幅増床をするも、バブル経済の終焉により経営は一時大きく傾いた。その後、阪神大震災による特需景気などで過去最高の売上高を記録するなど中堅規模の百貨店として全国トップクラスとなる。しかし神戸地区復興により売上高は再び減少傾向となり、そのような中、2000年（平成12年）生え抜きの花尻昱雄が就任する。この間においてフロア構成を変更するという大規模なリニューアルを行ったが抜本的な経営改革には至らず、2008年（平成20年）5月の第79回定時株主総会にて元天満屋常務・高野勝が代表取締役社長に就任し、創立以来初めて同業他社出身の社長が誕生した。

## 他の百貨店との交流
- 1975年（昭和50年）に大丸（現：大丸松坂屋百貨店）と提携[1]していたことがあり、商品券の相互利用や、紳士服のトロージャンなどPB商品を扱うなどの関係があった。
- また、自社商品券の共通利用で伊勢丹（現三越伊勢丹）をはじめADO加盟各社との交流もあった。
- 地方百貨店間の交流として岡山の天満屋、島根の一畑百貨店、大阪郊外の京阪百貨店などとのつながりがある。

## 店舗展開
- 登記上の所在地は兵庫県姫路市南町1番地であるが、西館の所在地は姫路市西駅前町88番地である。山陽姫路駅と姫路駅前バスターミナルが併設されており、典型的なステーションデパート（駅ビル）である。また姫路市のメインストリートである大手前通りに面しており、同社の所有施設ではないが、地下2階には駐車場も完備している（同社直営のSパーキングは店舗より徒歩5分の場所にある）。
- 広畑・網干・福崎・龍野・赤穂・和田山・豊岡に、ギフトショップ兼外商出張所がある。
- 現在のCI・ロゴマークは、1991年（平成3年）のリニューアルオープンに合わせてデザインされたものである。
- 公式キャラクターとして、姫路城のお姫様をイメージした“夢見ちゃん”が存在する。

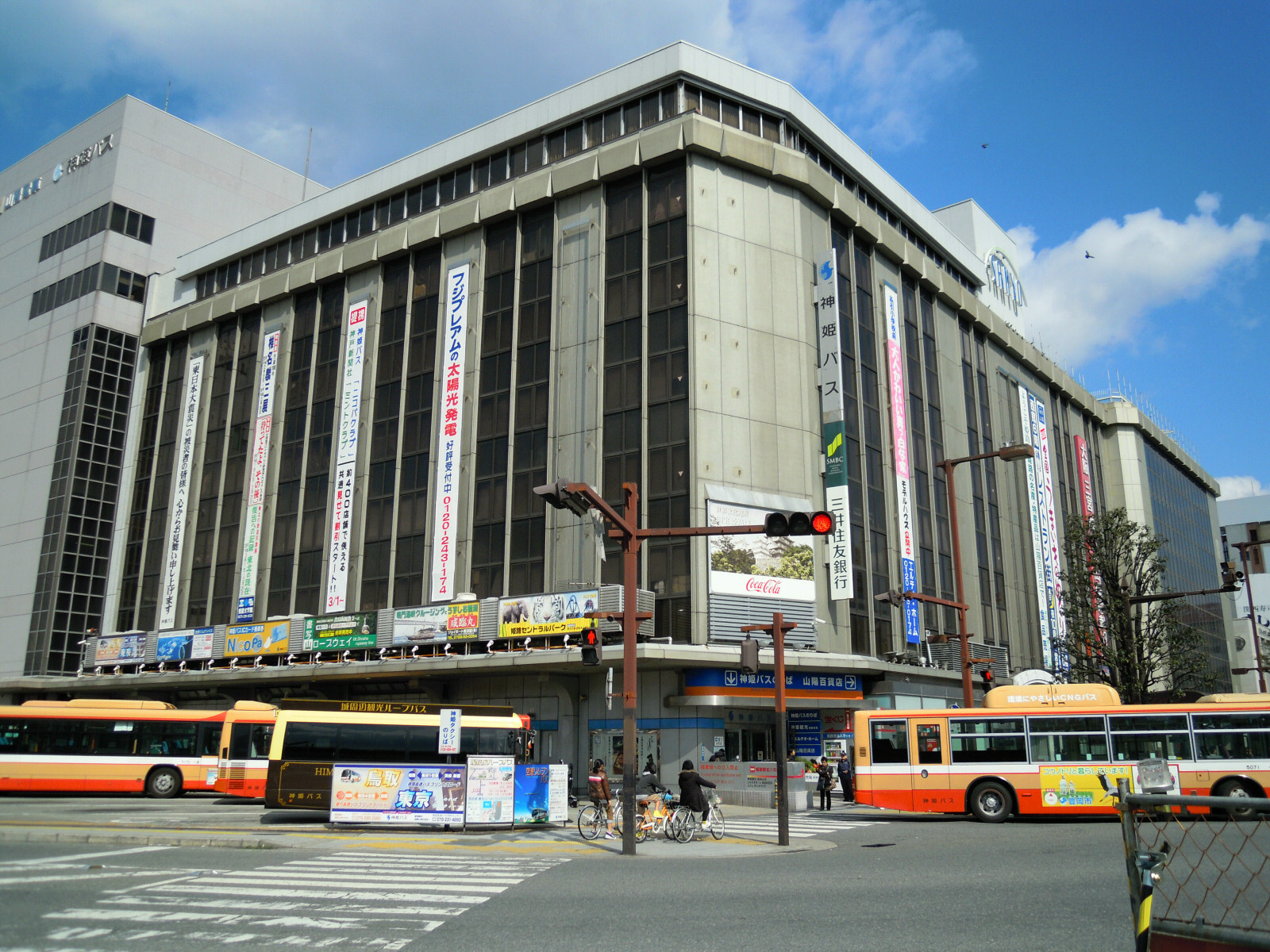
南東部から撮影（BT整備前）
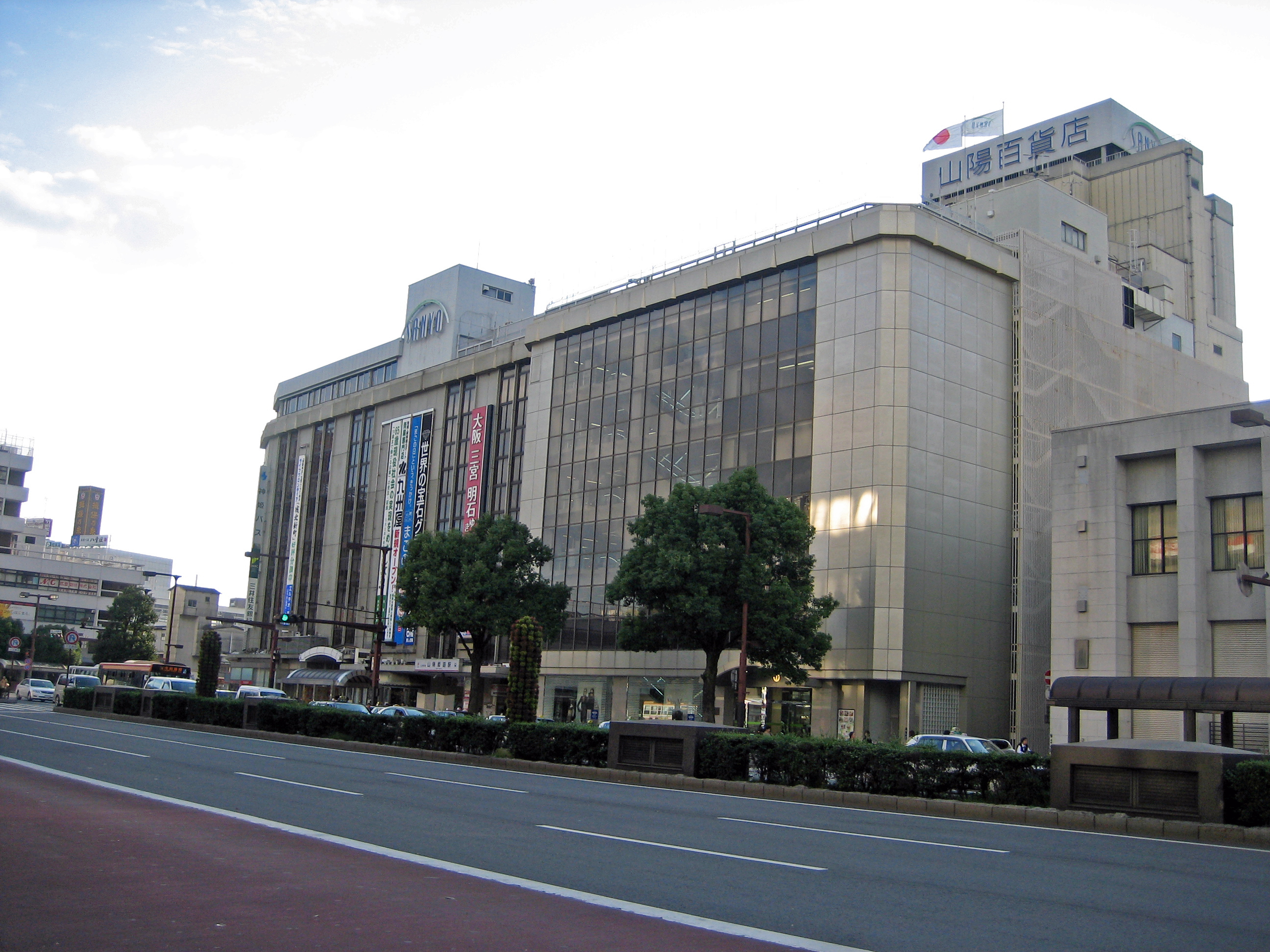
東北側より見た山陽百貨店（BT整備前）
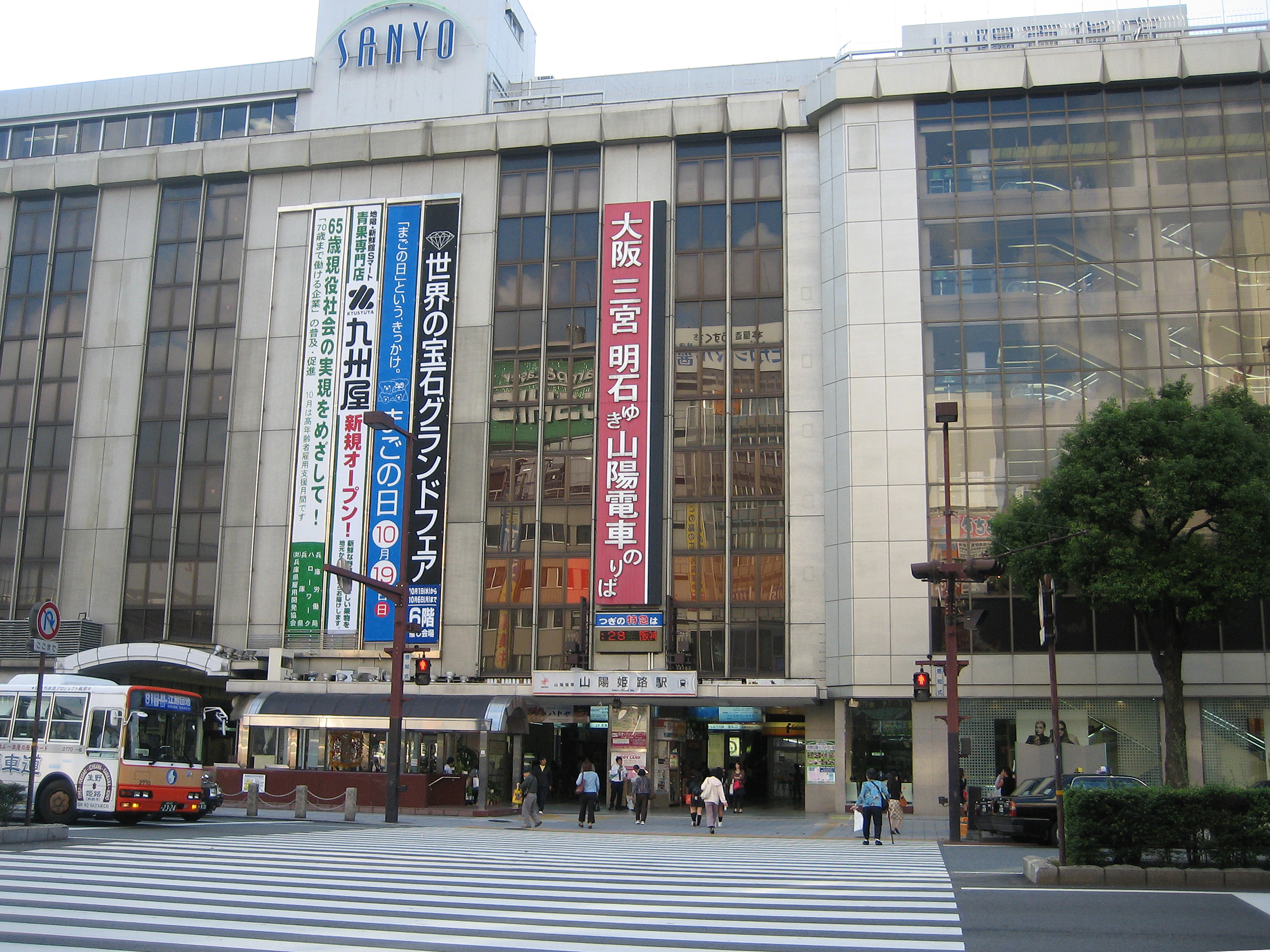
山陽百貨店東側正面（BT整備前）
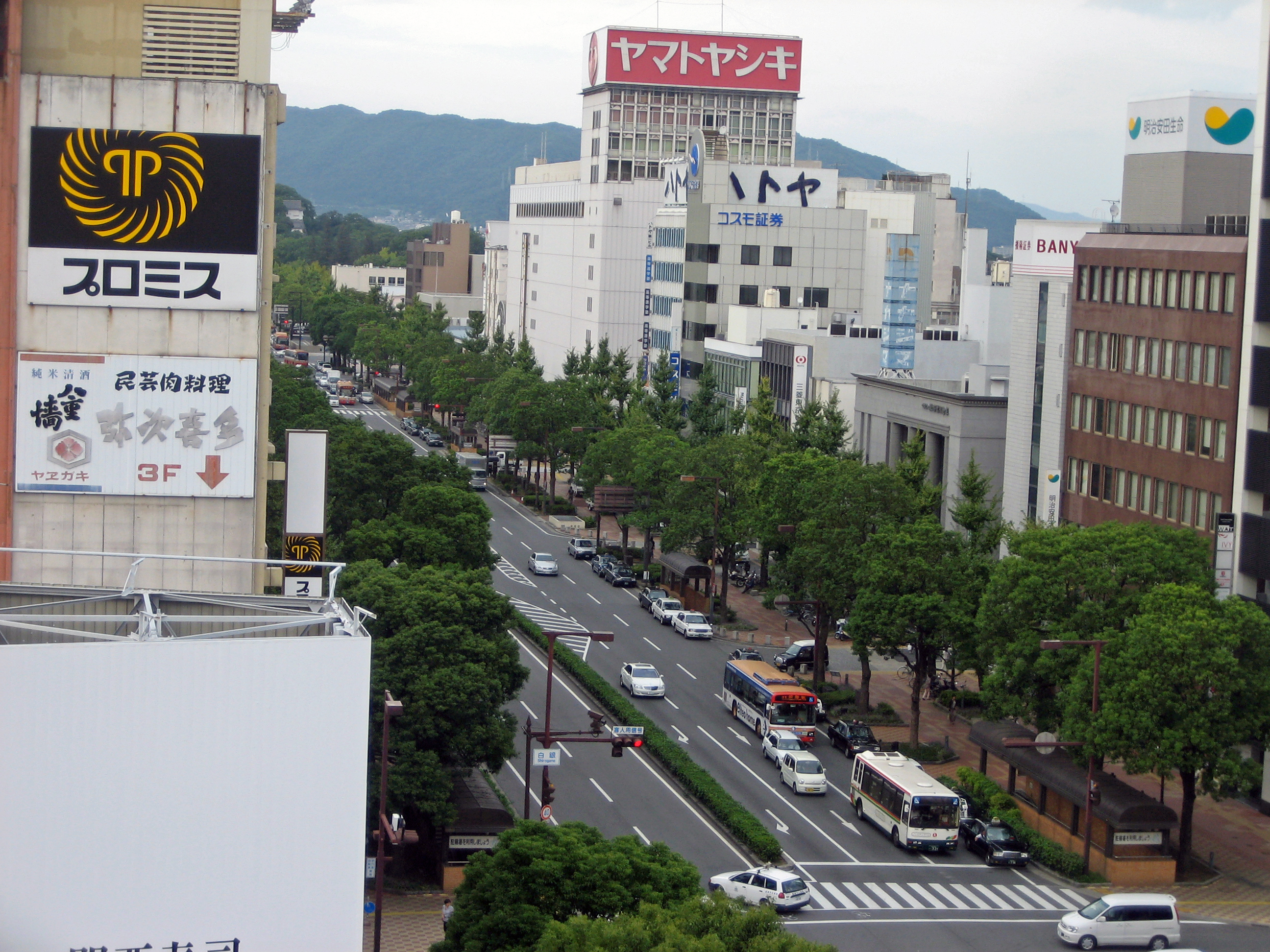
山陽百貨店屋上より見た姫路駅前大通り（北側）（BT整備前）

## POSシステム
- POSシステムは、富士通製を使用。

## 商品券
全国百貨店共通商品券と500円の山陽百貨店商品券を発行している

## 関連会社
- 山陽電気鉄道